# Soldatens fader
Soldatens fader (russisk: Отец солдата) er en sovjetisk spillefilm fra 1964 af Revaz Chkheidze.

## Medvirkende
- Sergo Zaqariadze som Giorgi Makharashvili
- Vladimir Privaltsev som Nikiforov
- Aleksandr Nazarov som Arkadij
- Aleksandr Lebedev som Nikolaj Nazarov
- Jurij Drozdov som Vova